# 20 Years of Hardcore
20 Years of Hradcore je osmé kompilační album hudební skupiny Scooter. Bylo vydáno roku 2013 a obsahuje dvě CD se čtyřiceti čtyřmi skladbami.

## Seznam skladeb

### CD1
| Pořadí | Název                                     | Délka |
| ------ | ----------------------------------------- | ----- |
| 1.     | Nessaja                                   |       |
| 2.     | How Much Is the Fish?                     |       |
| 3.     | Army of Hardcore                          |       |
| 4.     | Move Your Ass!                            |       |
| 5.     | Maria (I Like It Loud)                    |       |
| 6.     | Weekend!                                  |       |
| 7.     | The Question Is What Is the Question?     |       |
| 8.     | Friends                                   |       |
| 9.     | The Only One                              |       |
| 10.    | Hyper Hyper                               |       |
| 11.    | J'adore Hardcore                          |       |
| 12.    | 4 AM                                      |       |
| 13.    | I'm Lonely                                |       |
| 14.    | One (Always Hardcore)                     |       |
| 15.    | Ramp! (The Logical Song)                  |       |
| 16.    | Ti Sento                                  |       |
| 17.    | Faster Harder Scooter                     |       |
| 18.    | Posse (I Need You on the Floor)           |       |
| 19.    | Jigga Jigga!                              |       |
| 20.    | Jump That Rock (Whatever You Want)        |       |
| 21.    | Endless Summer                            |       |
| 22.    | Maria (I Like It Loud) (R.I.O. Radio Mix) |       |

### CD2
| Pořadí | Název                      | Délka |
| ------ | -------------------------- | ----- |
| 1.     | Fire                       |       |
| 2.     | Call Me Mañana             |       |
| 3.     | Fuck The Millenium         |       |
| 4.     | The Night                  |       |
| 5.     | Jumping All Over The World |       |
| 6.     | Aiii Shot The DJ           |       |
| 7.     | I'm Raving                 |       |
| 8.     | Shake That!                |       |
| 9.     | David Doesn't Eat          |       |
| 10.    | Behind the Cow             |       |
| 11.    | Break It Up                |       |
| 12.    | The Age of Love            |       |
| 13.    | Back in the UK             |       |
| 14.    | No Fate                    |       |
| 15.    | Apache Rocks the Bottom    |       |
| 16.    | The Sound Above My Hair    |       |
| 17.    | C'est Bleu                 |       |
| 18.    | We Are The Greatest        |       |
| 19.    | Hello! (Good to Be Back)   |       |
| 20.    | Rebel Yell                 |       |
| 21.    | Stuck On Replay            |       |
| 22.    | And No Matches             |       |